# David Korner
David Korner "Barta" (Romania, 19 d'octubre de 1914 – París, 6 de novembre de 1976) va ser un polític i sindicalista romanès.
Nascut com a David Korner, emprà, a més de "Barta", els pseudònims de "A. Mathieu" i "Albert". Militant comunista, participà en la fundació d'un grup trotskista romanès. El 1936 es traslladà a França, i s'integrà en el Parti Ouvrier Internationaliste. El 1939 passà al Parti Socialiste Ouvrier et Paysan (PSOP), punt de trobada de trotskistes i de “Gauche Révolutionnaire”, un sector expulsat del SFIO encapçalat per Marceau Pivert. En esclatar la guerra el PSOP es fragmentà, i Barta fundà el Groupe Communiste (IVème Internationale), que més tard donaria lloc a la Union Communiste (Trotskyste). Dins el moviment trotskista dels anys 1940, Barta sostingué les posicions més internacionalistes. L'abril del 1947, la UC(T) participà en la direcció de la vaga de Renault. El 1949, la formació entrà en crisi,s'escindí i el 1951, el propi Barta l'abandonà.